# Cộng hòa La Mã (1849–1850)
Cộng hòa La Mã (tiếng Ý: Repubblica Romana; tiếng Anh: Roman Republic ) là một nhà nước trên Bán đảo Ý, tồn tại trong thời gian ngắn được tuyên bố thành lập vào ngày 9 tháng 2 năm 1849, khi chính phủ của các Lãnh địa Giáo hoàng tạm thời được thay thế bởi một chính phủ cộng hòa do Giáo hoàng Pius IX rời Gaeta. Nền cộng hòa được lãnh đạo bởi Carlo Armellini, Giuseppe Mazzini và Aurelio Saffi. Họ cùng nhau thành lập chế độ tam đầu chế, phản ánh hình thức chính phủ trong cuộc khủng hoảng thế kỷ thứ nhất trước Công nguyên của Cộng hòa La Mã.
Một trong những đổi mới lớn mà nền Cộng hòa hy vọng đạt được đã được ghi trong hiến pháp của mình: Tự do tôn giáo, với Giáo hoàng Pius IX và những người kế vị ông được đảm bảo quyền cai trị Giáo hội Công giáo. Những quyền tự do tôn giáo này khá khác biệt so với tình hình dưới chính phủ trước đó, vốn chỉ cho phép công dân của mình thực hành đạo Công giáo và Do Thái giáo. Hiến pháp của Cộng hòa La Mã là hiến pháp đầu tiên trên thế giới bãi bỏ hình phạt tử hình trong luật hiến pháp của mình.